# 1539
1539 је била проста година.

## Догађаји

### Мај
- 30. мај — Ернандо де Сото се искрцава у заливу Тампа на Флориди са 600 војника, са циљем да пронађе злато. Он такође први доводе свиње у Северну Америку.